# Іван (князь Феодоро)
Іван Гаврас або Іван Габрас (? - †1460) — князь держави Феодоро в Криму в 1444–1460 роках з династії Гаврасів.

## Життєпис
Був сином князя держави Теодоро Олексія I Гаври. Його дружиною була Марія Асень. У татар він відомий під ім'ям Олубей чи Улубей («великий князь»). У 1425 р. одружився з Марією Палеологинею Асанинею Цамблаконинею, родичкою візантійських імператорів. Його брати були правителями князівства Теодоро: Олексій II Гаврас (1434-1444) та Ісак Гаврас (1471-1474). З 1434 року був співправителем свого брата Олексія II, але ймовірно не відігравав тоді провідної ролі.
1446 року підтримав вторгнення трапезундського флоту на чолі із деспотом Давидом, що підійшов до Каффи. Генуезький документ 1447 р. повідомляє про військової і дипломатичної демонстрації на підтримку Феодоро, які влаштували імператор і деспот Трапезунда — відповідно Іоанн IV Великий Комнін і його брат Давид. Це свідчить про збереження союзу Феодоро з Трапезундською імперією. У 1450 р. 300 татарських вершників на чолі з синами хана допомогли князю Олубею поставити прапор Феодоро над стінами відбитій у Генуї Каламіти (Інкермана), яку перед тим захопили генуезці. 1448 року укладається нова мирну угоду з Генуєю, яка підтвердила угоду від 1441 року, а також підтверджується володіння Лустою.
За цим князь разом із Кримським ханством досягає значних успіхів в організації самостійної торгівлі, що сприяє зростанню їхнього економічного та політичного значення в регіоні. також починає карбувати власні монети, точніше робить карб поверх візантійських монет, без власного імені. В цей час володыння князя охоплювали західний та частку центрального ланцюгу Головного пасма Кримських гір на сході з Фуною і Лустою на кордонах з капітанством Готія, на заході у володіннях Івана Гавраса опинилися прибережні території від району Георгіївського монастиря, Херсонесос до гирла Бельбека. Цією річкою проходив північний кордон князівства з володіннями Кримського ханства. Місцями в середній та верхній течії Бельбека князівство мало землі і на правому березі річки . Загальна чисельність населення князівства на той час досягла близько 150 тис. осіб.
1454 року його володіння зазнали нападу османського флоту, що пограбував узбережжя південного Криму, зокрема й Феодоро, спаливши Каламіту й Фуну. У 1458 р. відновлює фортецю Фуна поблизу Алушти і передає її разом з округом Кінсанус своєму синові Олександру.